# Montans
Montans (okzitanisch gleichlautend) ist eine französische Gemeinde mit 1.547 Einwohnern (Stand: 1. Januar 2022) im Département Tarn in der Region Okzitanien. Montans gehört zum Arrondissement Albi und zum Kanton Les Deux Rives. Die Bewohner werden Montanais und Montanaises genannt.

## Geographie
Montans liegt in der Région naturelle Gaillacois, etwa 47 Kilometer nordöstlich von Toulouse und etwa 22 Kilometer westsüdwestlich von Albi am Tarn, der die nördliche Gemeindegrenze bildet. Außerdem wird das Gemeindegebiet vom Riou Frayzi, dem Bach Rodes, dem Rieutort, dem Bach Avignon, dem Bach Badaillac, dem Bach Banis, dem Bach Labordes und verschiedenen anderen kleinen Wasserläufen entwässert.
Umgeben wird Montans von den Nachbargemeinden Gaillac im Norden und Nordosten, Brens im Nordosten, Técou im Osten, Peyrole im Süden, Parisot im Süden und Südwesten, Loupiac im Westen und Südwesten sowie Lisle-sur-Tarn im Westen.
Durch die Gemeinde führt die Autoroute A68.

## Bevölkerungsentwicklung

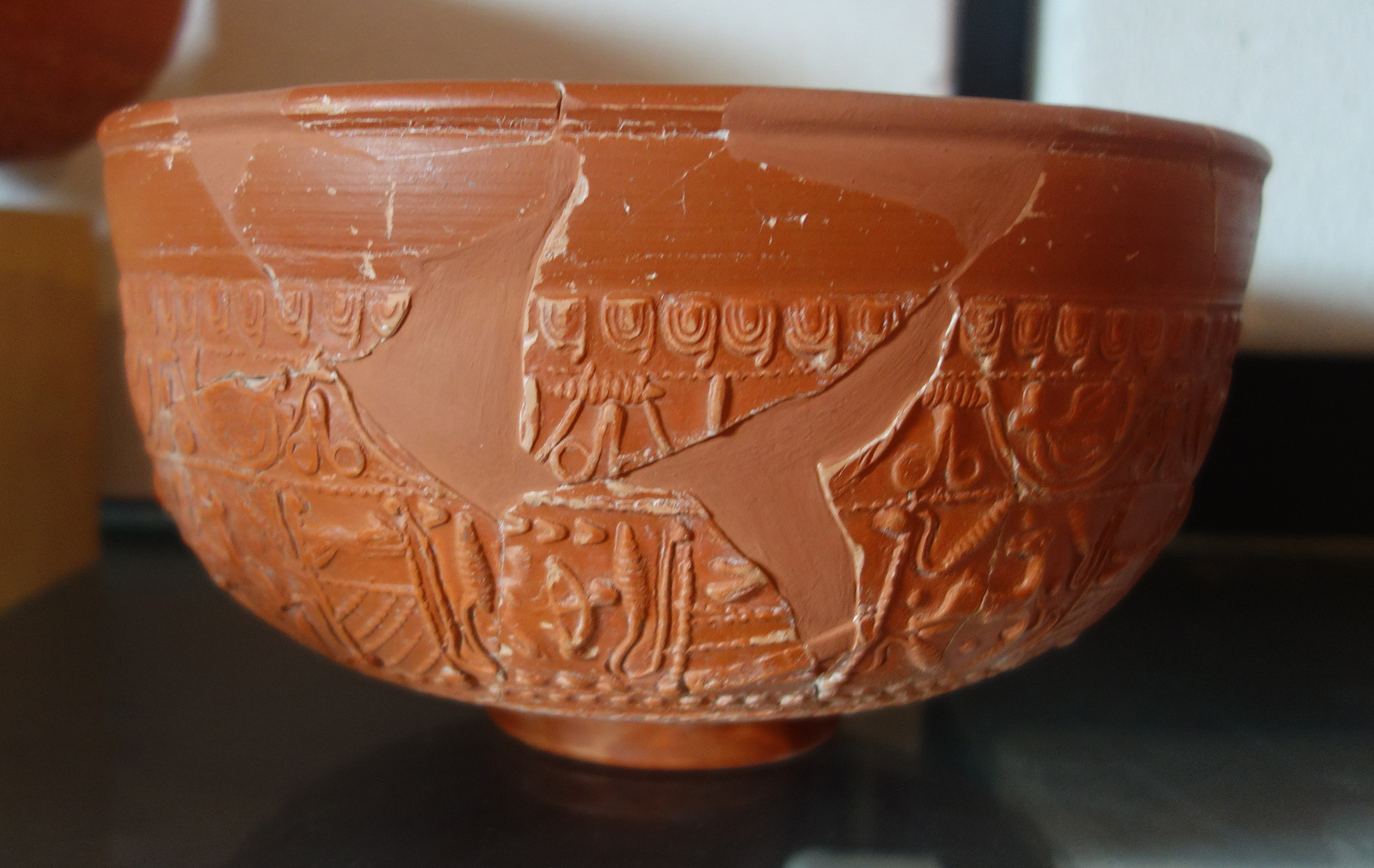
Keramikschale, in Montans gefertigt

| 1962                       | 1968 | 1975 | 1982 | 1990 | 1999 | 2006 | 2018 |
| -------------------------- | ---- | ---- | ---- | ---- | ---- | ---- | ---- |
| 1009                       | 974  | 908  | 903  | 972  | 1061 | 1218 | 1472 |
| Quellen: Cassini und INSEE |      |      |      |      |      |      |      |

## Sehenswürdigkeiten
- Kirche Saint-Martin
- Archäologische Grabungsstätte (gallisches Oppidum), Museum